# Hypselodoris bennetti
Hypselodoris bennetti is een zeenaaktslak die behoort tot de familie van de Chromodorididae. Deze slak leeft in het zuidwesten van de Grote Oceaan, voornamelijk in de buurt van de Australië.
De slak is wit gekleurd, met een gele rand en lichtrode vlekken. De kieuwen en de rinoforen zijn roze tot wit. Ze wordt, als ze volwassen is, maximaal 5 cm lang.